# Крупець (село, Рильський район)
Крупець (рос. Крупец) — село в Рильському районі Курської області Російської Федерації.
Населення становить 302 особи. Входить до складу муніципального утворення Крупецька сільрада.

## Історія
Населений пункт розташований на території українського етнічного та культурного краю Східна Слобожанщина.
Від 2004 року входить до складу муніципального утворення Крупецька сільрада.

## Населення
1. Н/Д[2]